# Apollodoro di Falero
Apollodoro di Falero (in greco antico: Ἀπολλόδωρος Φαληρεύς?, Apollódōros Phalēreus; Falero, 445 a.C. – Atene, ...) è stato un filosofo greco antico, allievo di Socrate.
Non va confuso con lo scultore omonimo citato da Plinio il vecchio nel Naturalis Historia

## Biografia
Tutto ciò che sappiamo sulla vita di Apollodoro di Falero ci è principalmente pervenuto mediante gli scritti di Platone, in particolare grazie al dialogo del Simposio. Proprio in quest'ultimo scritto, Platone fa dire ad Apollodoro, uno dei protagonisti iniziali del dialogo, che  egli è coetaneo di Glaucone, fratello dello stesso Platone. Grazie a tale informazione, gli storici hanno potuto collocare la sua data di nascita intorno al 445 a.C.
Nato nel demo di Falero, prima di dedicarsi completamente alla filosofia, Apollodoro si occupò d'affari marittimi, diventando un mercante di discreto successo. Tuttavia, dopo aver incontrato e conosciuto Socrate su consiglio del fratello Aiantodoro, Apollodoro rimase folgorato dagli insegnamenti del famoso filosofo greco, a tal punto che decise di abbandonare completamente il commercio e di dedicarsi soltanto a predicare gli insegnamenti del suo maestro. Nel Fedone, Platone citò Apollodoro fra gli allievi presenti all'esecuzione di Socrate. Da quel momento in poi, Apollodoro si dedicò pienamente all'insegnamento dei precetti del suo maestro, tuttavia, come affermarono diversi scrittori antichi, senza mai aggiungere nulla di nuovo alla filosofia socratica.
Apollodoro di Falero è inoltre menzionato anche nell'Apologia di Socrate, nei Memorabili e nell'Apologia di Senofonte, in alcuni scritti di Ateneo di Naucrati e nel De natura deorum di Cicerone.